# Friedrich Bezold
Ej att förväxla med Friedrich von Bezold

·	
Friedrich Bezold,  född 9 februari 1842 i Rothenburg ob der Tauber, Tyskland, död 5 oktober 1908 i München, var en tysk öronläkare och professor vid Münchens universitet. Han verkställde viktiga undersökningar rörande örats anatomi och hade genomgripande betydelse för metoden att undersöka örats akustiska funktioner.

## Biografi
Bezold studerade medicin från 1860 till 1866 i München, Erlangen och Würzburg. Han bosatte sig sedan i München som ögonläkare och öronläkare. År 1877 habiliterade han i otologi (öronmedicin) och från 1878 ledde han den ototriska öppenvårdskliniken vid universitetet i München.
Från 1885 studerade Friedrich Siebenmann under Bezold, vilket ledde till en livslång vänskap. Siebenmann var anhängare av behandlingen med borsyra som uppfanns av Bezold. År 1906 arbetade Siebenmann med sektionen om innerörat i Bezolds Lehrbuch der Ohrenheilkunde für Ärzte und Studierende in 32 Vorträgen.
Bezold blev docent 1886 och professor 1906. Han bar också titeln Hovråd.
Bezold publicerade många skrifter inom sitt område. Hans hörseltester med stämgafflar och hans ansträngningar att förbättra utbildningen av hörselskadade blev kända.

## Deonymer
- Bezold abscess (Bezoldmastoidit), en varböld av processus mastoideus av tinningbenet i sternocleidomastoidmuskeln, en sällsynt komplikation av akut öroninflammation i mellanörat
- det tillhörande Bezoldsymptomet (svullnad under vårtprocessens gång),
- Bezoldtestet för dövhet med stämgaffel.
- Bezoldtriaden vid otoskleros (förlust av hörsel av låga toner) och
- Bezold-Edelmann-skalan (efter Max Thomas Edelmann), en uppsättning stämgafflar, rör och monokord med vilka alla hörbara tonhöjder kan genereras.